# Erik Schmidt

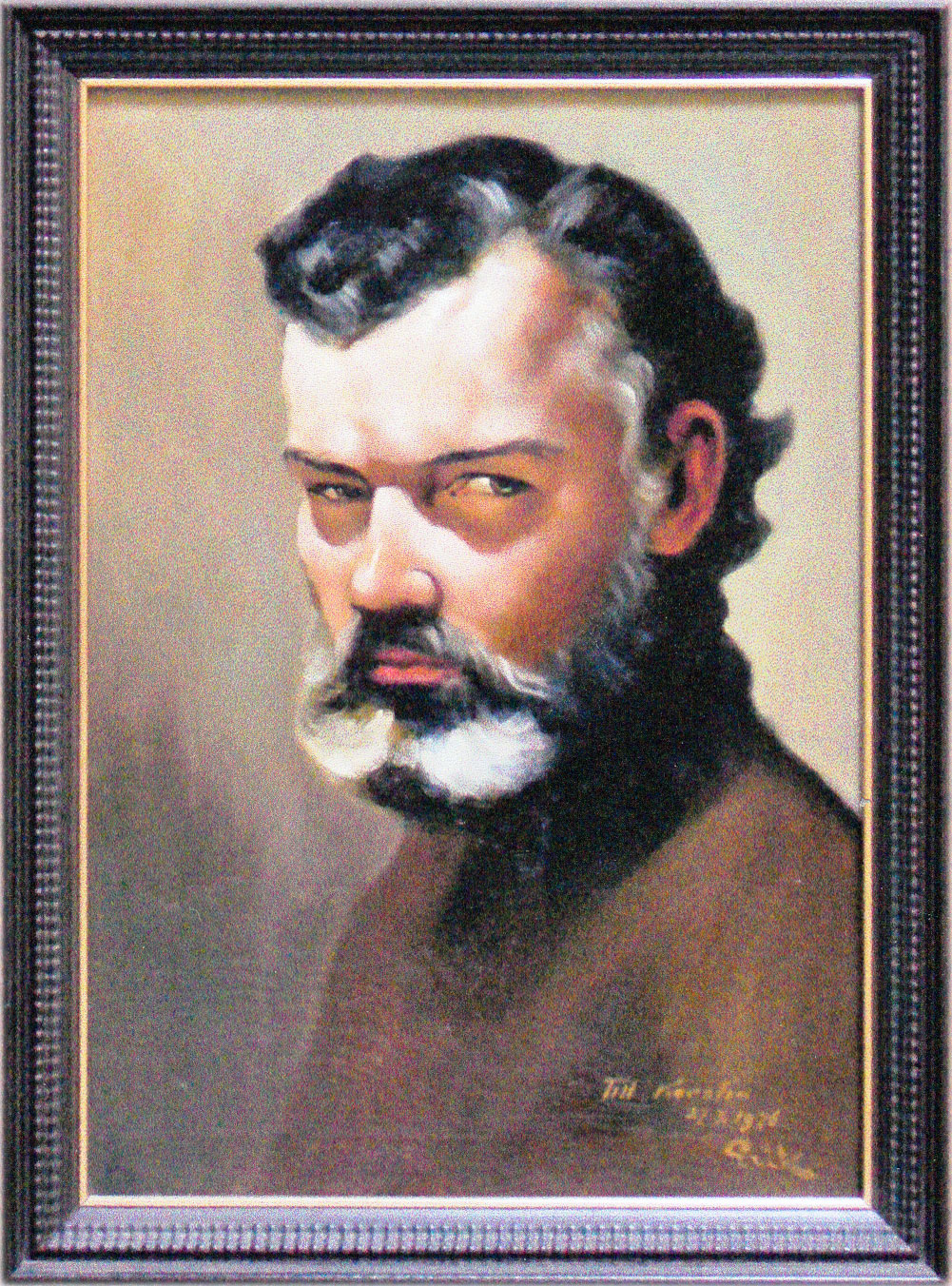
Självporträtt från år 1976.

Erik Schmidt, född 15 augusti 1925 på Nargö, Estland, död 18 april 2014 på Mallorca, var en estländsk-svensk målare och författare.
Schmidt var från 1959 gift med Anne Lind. Schmidt studerade målning för Ariel Agemian i New York 1948–1949, Académie de la Grande Chaumière och École des Beaux Arts i Paris 1950–1953 samt under studieresor till Sydafrika, Spanien och Frankrike.  Separat ställde han ut på Ekströms konsthall i Stockholm och i Santander i Spanien. Han medverkade i Parissalongen 1951 och i svenska Pariskonstnärernas vårsalong i Paris 1953.Medverkade i utställningen "Falskt eller äkta på Nationalmuseum i Stockholm.